# 10 aprilie
ianuarie • februarie • martie  • aprilie  • mai  • iunie  • iulie  • august  • septembrie  • octombrie  • noiembrie  • decembrie
10 aprilie este a 100-a zi a calendarului gregorian și ziua a 101-a în anii bisecți. Mai sunt 265 de zile până la sfârșitul anului.

## Evenimente

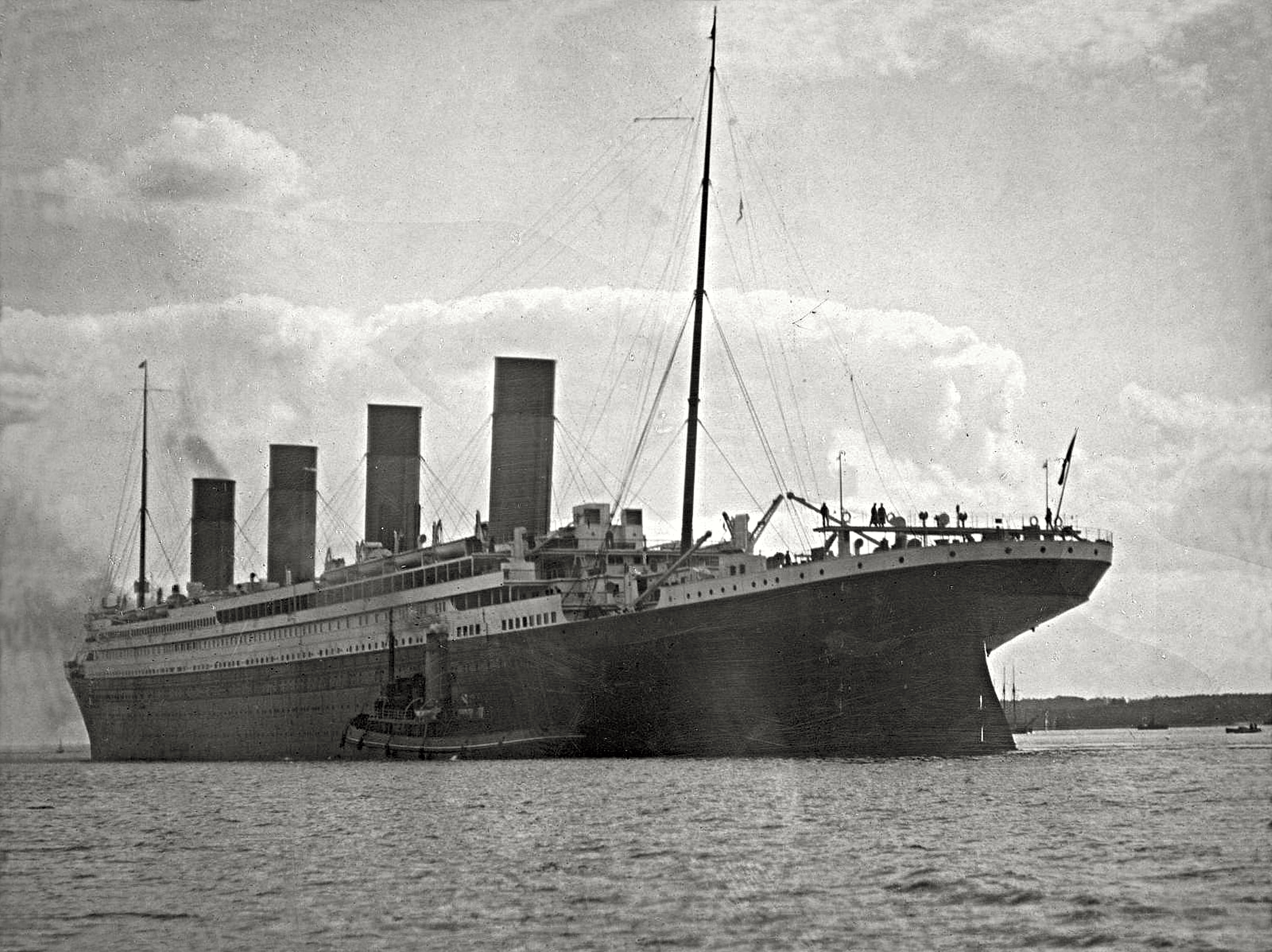
1912: Vasul Titanic a plecat în primul și singurul voiaj dintre Southampton, Anglia și New York, SUA.

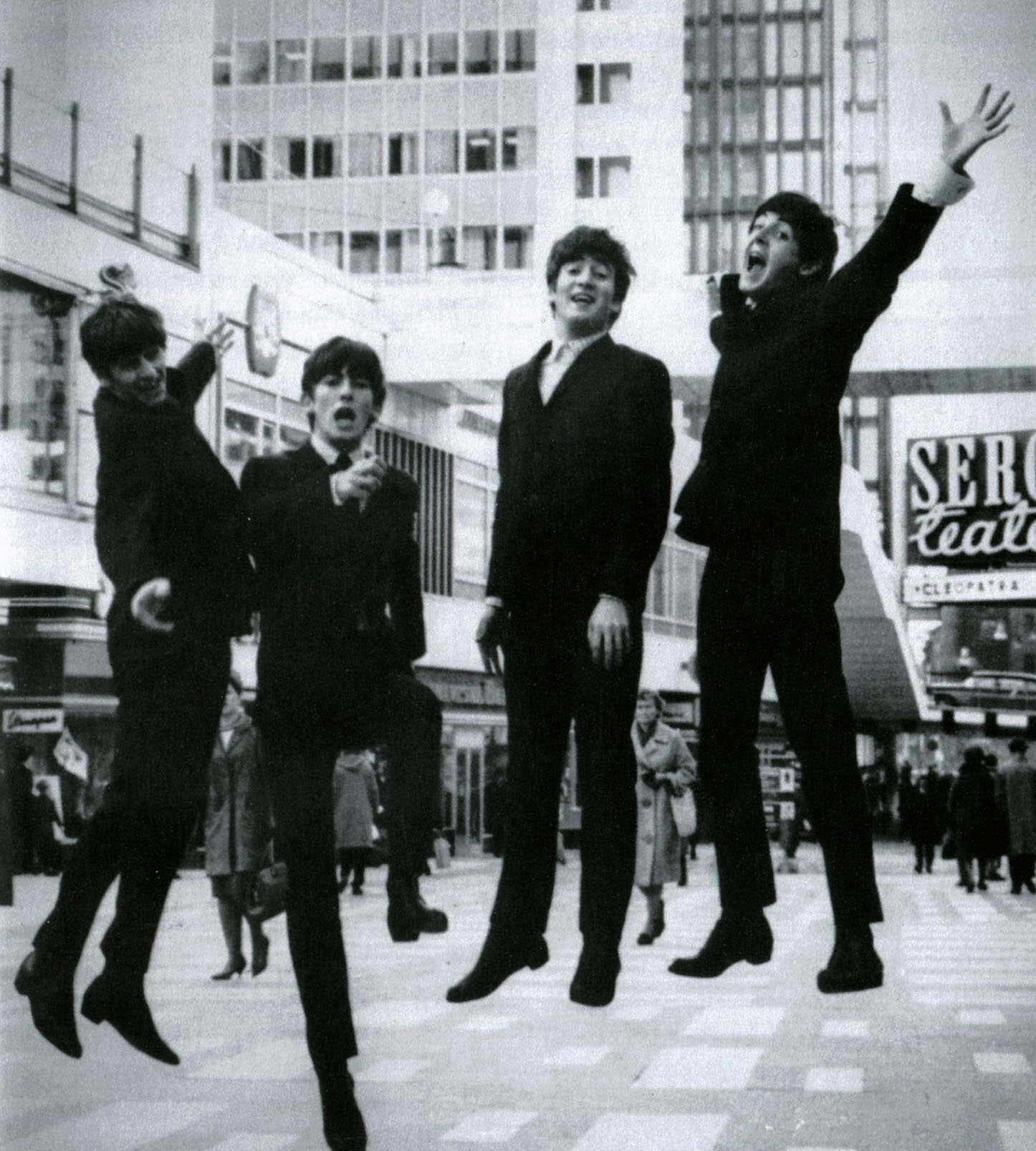
1970: Paul McCartney anunță că părăsește trupa The Beatles din motive personale și profesionale.

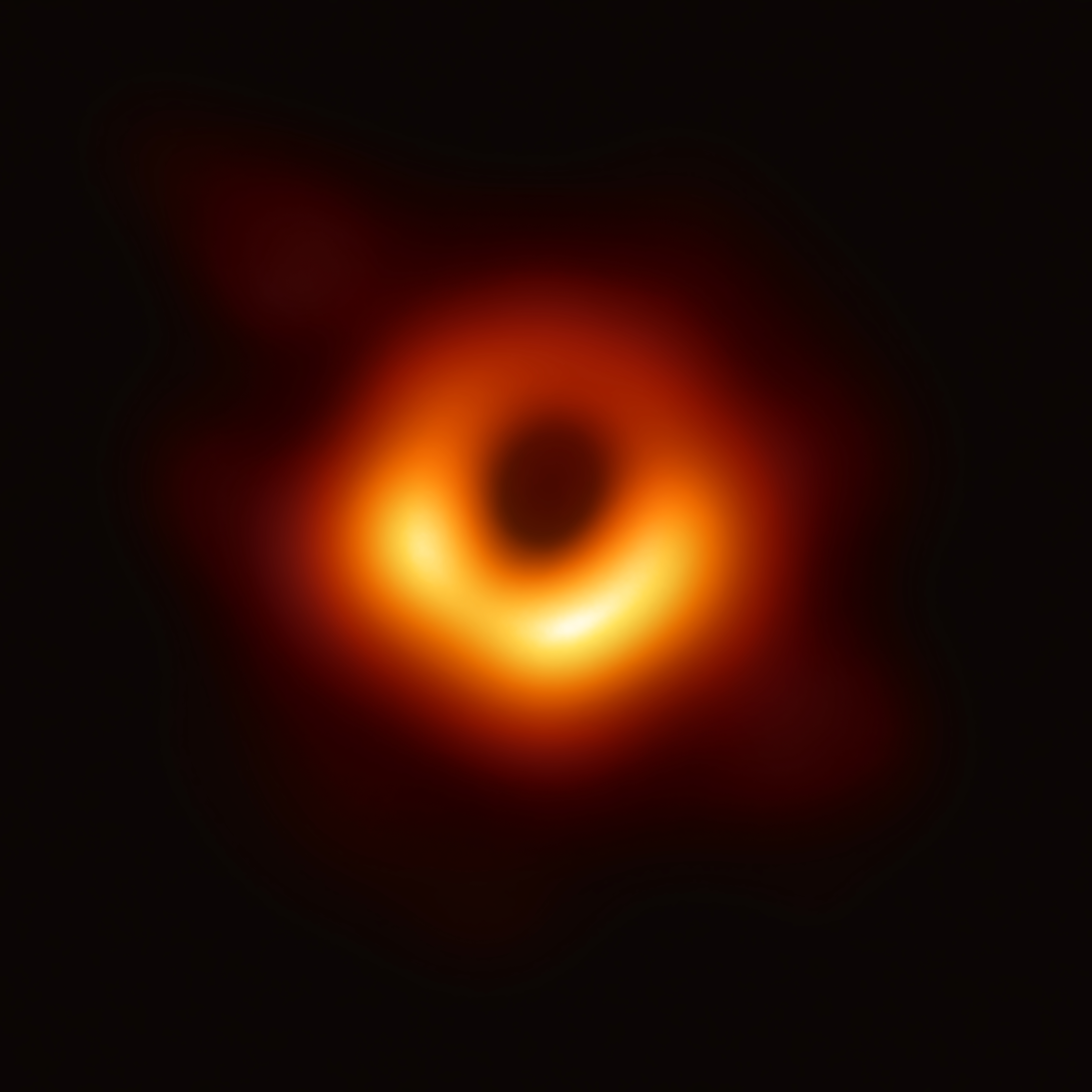
2019: Astronomii au prezentat prima imagine a unei găuri negre (galaxia M87).

- 0428: Nestorius devine patriarh al Constantinopolului. Trei ani mai târziu, avea să fie destituit din cauza unei presupuse erezii.
- 0837: Cometa Halley se apropie de Pământ la o distanță egală cu 0,0342 UA (5,1 milioane de kilometri).
- 0879: Ludovic al III-lea devine rege al Franciei de Apus.
- 1500: Ludovico Sforza este capturat de trupele elvețiene la Novara și este predat francezilor.
- 1741: Războiul de Succesiune Austriacă: Prusia învinge Austria în Bătălia de la Mollwitz.
- 1809: Războaiele Napoleoniene: A început Războiul celei de-a Cincea Coaliții, Austria invadează Bavaria.
- 1815: Vulcanul Tambora începe o erupție de trei luni, care durează până pe 15 iulie. Erupția ucide în cele din urmă 71.000 de oameni și afectează clima Pământului în următorii doi ani.
- 1849: Au loc primele tratative dintre conducătorii Revoluției pașoptiste, în frunte cu Avram Iancu, și reprezentanții revoluționarilor maghiari.
- 1864: Arhiducele Maximilian de Habsburg este proclamat împărat al Mexicului în timpul intervenției Franței în Mexic.
- 1877: În cadrul Războiului de Independență, România întrerupe relațiile diplomatice cu Turcia.
- 1884: Apare la Iași „Revista socială" (până în august 1887, cu întreruperi), prima publicație teoretică socialistă din România.
- 1912: Vasul Titanic a plecat în primul și singurul voiaj dintre Southampton, Anglia și New York, SUA.
- 1913: Este dată în folosința prima linie ferată electrificată de pe teritoriul actual al României: calea ferată Arad-Ghioroc-Pâncota, cu linia secundară Ghioroc-Radna.
- 1919: Revoluționarul mexican Emiliano Zapata este atras în hacienda sa de președintele Venustiano Carranza și împușcat de trupele guvernamentale. Trupul său este expus în Cuautla și apoi îngropat.
- 1922: A început Conferința economică internațională de la Genova, care a avut ca obiectiv examinarea modalităților de refacere economică a Europei centrale și răsăritene. Au participat 34 de state.
- 1932: S-a constituit Partidul Național Agrar, condus de Octavian Goga, prin retragerea din Partidul Poporului.
- 1937: Principele Nicolae, fiul Regelui Ferdinand și al Reginei Maria, a fost decăzut din rangul de membru al familiei regale, printr-un decret regal, ca urmare a căsătoriei morganatice cu Ioana Dumitrescu-Doleti. El s-a exilat în același an, sub numele de Nicolae Brana.
- 1944: A fost produsă pentru prima dată chinina sintetică, de către dr. Robert Burns Woodward și dr. William von Eggers Doering.
- 1944: Al Doilea Război Mondial: Eliberarea Odesei.
- 1948: Are loc premiera dramei istorice „Michelangelo" de Al. Kirițescu.
- 1958: Se desființează Uniunea Femeilor Democrate din România, în locul ei constituindu-se Consiliul Național al Femeilor, cu misiunea de a conduce mișcarea de femei, fără contururi organizatorice riguroase.
- 1959: Akihito, viitorul împărat al Japoniei se căsătorește cu Michiko.
- 1970: Paul McCartney anunță că părăsește trupa The Beatles din motive personale și profesionale.
- 1972: A fost semnată Convenția privind interzicerea perfecționării producției și stocării armelor bacteriologice (biologice) și a toxinelor și distrugerea lor. Convenția a intrat în vigoare la 26 martie 1975.
- 1979: A fost creată Agenția Panafricană de Informații, PANA. A devenit funcțională la 25 mai 1983.
- 1988: Mihail Gorbaciov propune limitarea armelor nucleare tactice și oferă garanții potrivit cărora Uniunea Sovietică își va distruge tot arsenalul chimic.
- 1990: Guvernul României adoptă hotărârea privind înființarea Fundației România, pentru dezvoltarea relațiilor cu alte state și promovarea legăturilor cu țara ale persoanelor originare din România.
- 1993: Realizarea primei transmisii, printr-un radio-amator, a echipajului unei navete americane cu cel al altei navete spațiale. Un astronaut american al stației Discovery a schimbat câteva cuvinte cu un cosmonaut aflat la bordul stației orbitale ruse Mir.
- 1998: Semnarea acordului istoric privind Irlanda de Nord. La ora 16,36 GMT, la Belfast, după 32 de ore de negocieri neîntrerupte sub președinția ex-senatorului american George Mitchell, guvernele Regatului Unit și Irlandei și partidele politice din Irlanda de Nord au încheiat un acord privind noua administrație a provinciei, menit să pună capăt celor aproape trei decenii de conflicte, soldate cu peste 3.200 de morți. Acordul, salutat unanim de marile puteri mondiale, deschide calea celei mai mari schimbări în statutul politic al insulei după împărțirea sa, în 1921.
- 2010: Accidentul aviatic de la Smolensk: Președintele Poloniei, soția acestuia, guvernatorul Băncii Naționale Poloneze, oficiali și oameni de marcă polonezi au decedat în urma unui accident aviatic produs în apropiere de aeroportul din Smolensk, Rusia.
- 2019: Cercetătorii de la proiectul Event Horizon Telescope anunță prima imagine a unei găuri negre, situată la 54 milioane de ani lumină de Terra, în centrul galaxiei M87.[1][2][3]

## Nașteri
- 1267: Iacob al II-lea de Aragon (d. 1327)
- 1512: Iacob al V-lea al Scoției (d. 1542)
- 1583: Hugo Grotius, filosof și scriitor olandez (d. 1645)
- 1755: Samuel Hahnemann, medic german (d. 1843)
- 1761: Jacques-Edme Dumont, sculptor francez (d. 1844)
- 1762: Giovanni Aldini, fizician italian (d. 1834)
- 1783: Hortense de Beauharnais, regină consort a Olandei (d. 1837)
- 1847: Joseph Pulitzer, jurnalist american (d. 1911)
- 1877: Henri Ottmann, pictor francez (d. 1927)
- 1887: Bernardo Houssay,  medic și fiziolog argentinian, laureat Nobel (d. 1971)
- 1912: Ilie Cleopa, arhimandrit și duhovnic la Mănăstirea Sihăstria (d. 1998)

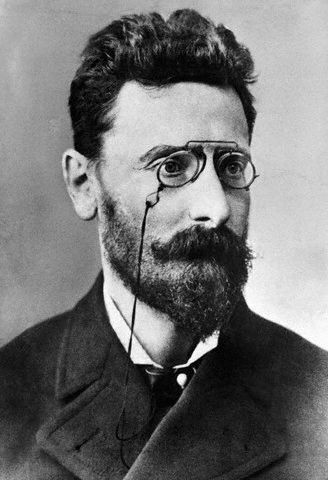
Joseph Pulitzer, jurnalist american
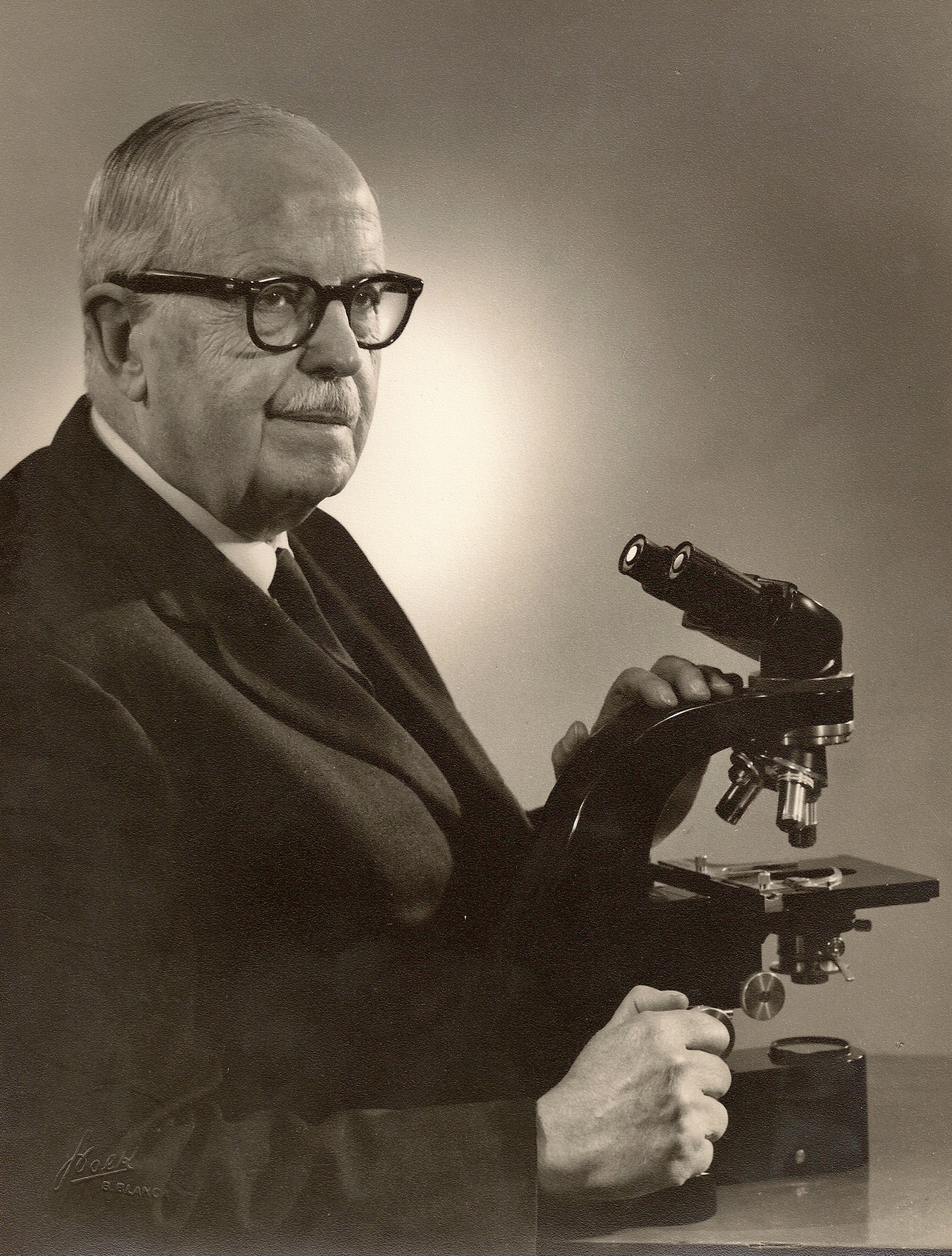
Bernardo Houssay, medic și fiziolog argentinian, laureat Nobel
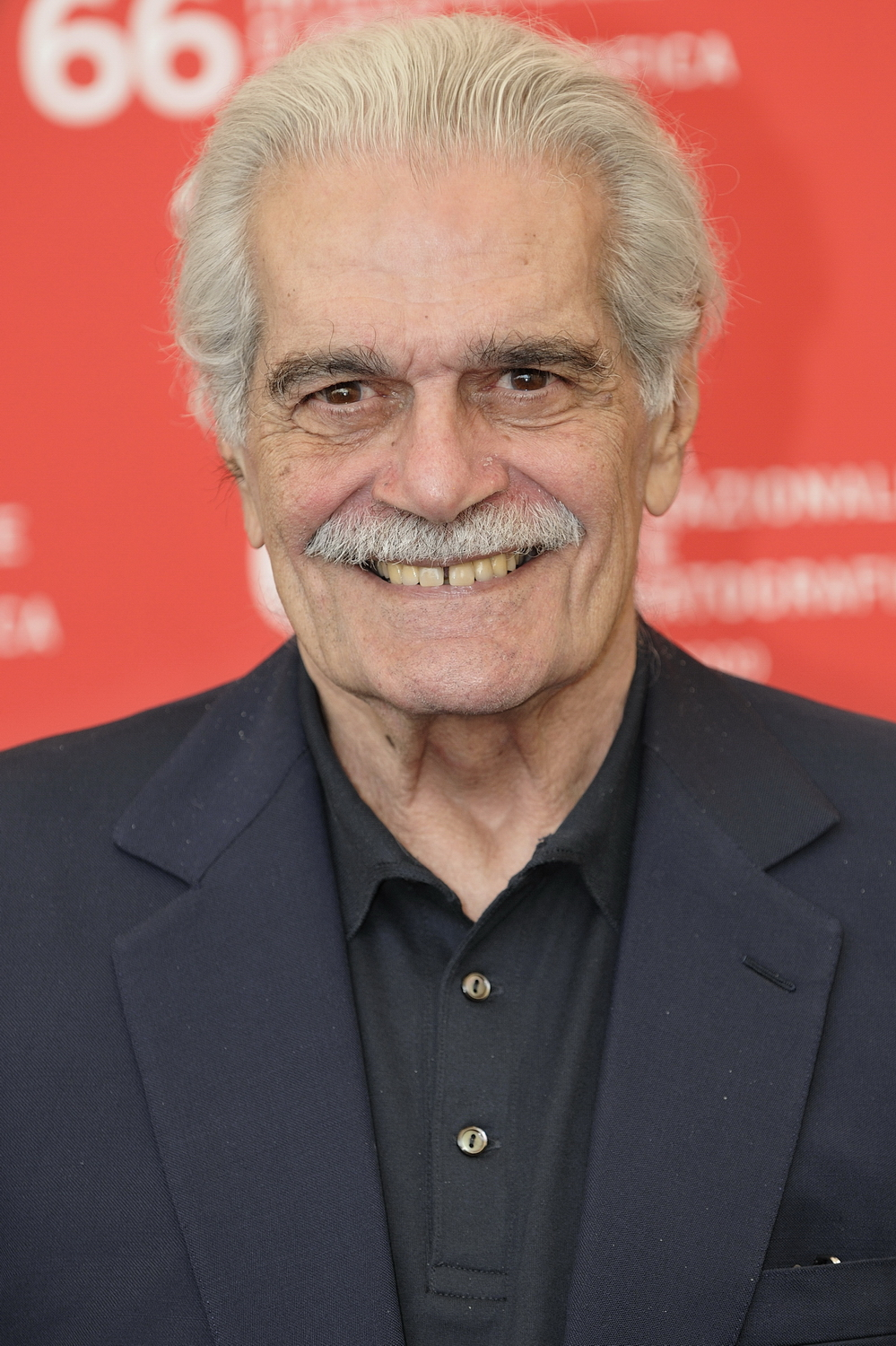
Omar Sharif, actor egiptean

- 1912: Anton Breitenhofer, scriitor german (d. 1989)
- 1913: Stefan Heym, romancier german (d. 2001)
- 1914: Maria Banuș, poetă și eseistă română (d. 1999)
- 1915: Harry Morgan, actor american de film și televiziune (d. 2011)
- 1922: Florin Comișel, compozitor, dirijor, folclorist român (d. 1985)
- 1929: Max von Sydow, actor suedez (d. 2020)
- 1930: Claude Bolling, pianist, compozitor și aranjor francez de jazz (d. 2020)
- 1930: Modest Iftinchi, violonist și pedagog român (d. 2003)
- 1932: Omar Sharif, actor egiptean (d. 2015)
- 1935: Zeev Sternhell, istoric și politolog polonez israelian (d. 2020)
- 1937: Bella Ahmadulina, poetă rusă (d. 2010)
- 1939: Doina Levința, scenografă, pictoriță de costume și creatoare de modă română
- 1946: Caterina Caselli, cântăreață italiană
- 1951: Mircea Scarlat, critic literar român (d. 1987)
- 1952: Steven Seagal, actor american de acțiune, producător
- 1970: Leonard Doroftei, boxer profesionist român
- 1973: Roberto Carlos, fotbalist brazilian
- 1988: Cristian Bățagă, gimnast român
- 1991: Yves Lampaert, ciclist belgian
- 1993: Sofia Carson, actriță și cântăreață americană
- 2003: Albert Hofman, fotbalist român
- 2005: Darius Paharnicu, fotbalist român

## Decese
- 1533: Frederic I al Danemarcei (n. 1471)
- 1585: Papa Grigore al XIII-lea (n. 1502)
- 1599: Gabrielle d'Estrée, metresa regelui Henric al IV-lea al Franței (n. 1571)
- 1640: Agostino Agazzari, compozitor italian (n. 1578)
- 1807: Anna Amalia de Brunswick-Wolfenbüttel (n. 1739)
- 1813: Joseph Louis Lagrange, matematician și astronom italian (n. 1736)
- 1863: Giovanni Battista Amici, profesor universitar, astronom, matematician, microscopist, optician și un biolog italian (n. 1786)
- 1904: Regina Isabella a II–a a Spaniei (n. 1830)
- 1906: Juan de Barroeta, pictor spaniol (n. 1835)
- 1919: Emiliano Zapata, revoluționar mexican (n. 1879)
- 1954: Auguste Marie Lumiére, inventator francez (n. 1862)

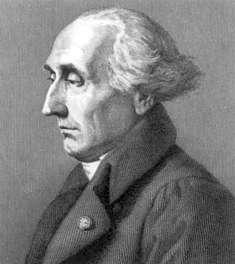
Joseph Louis Lagrange, matematician italian
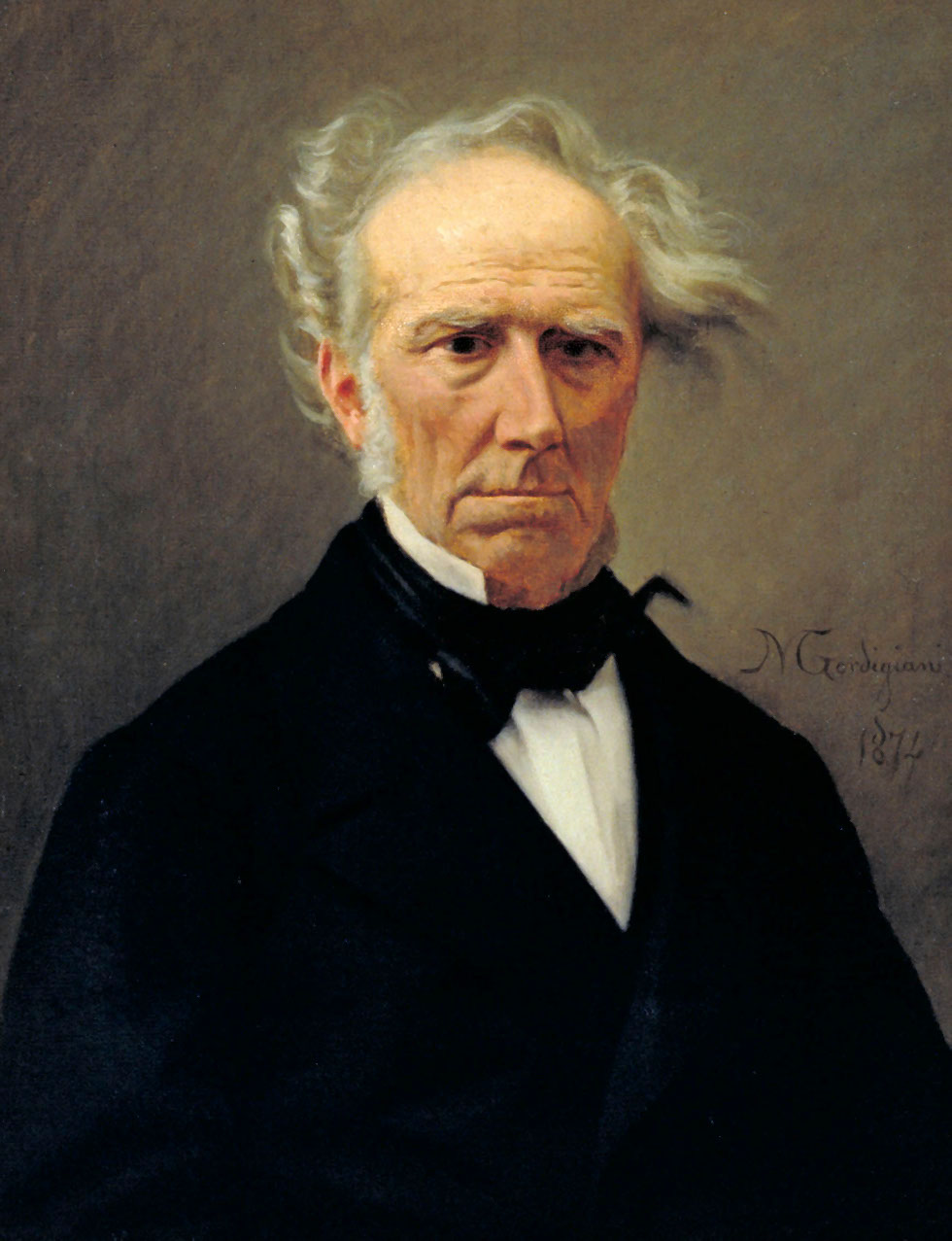
Giovanni Battista Amici, astronom, microscopist italian
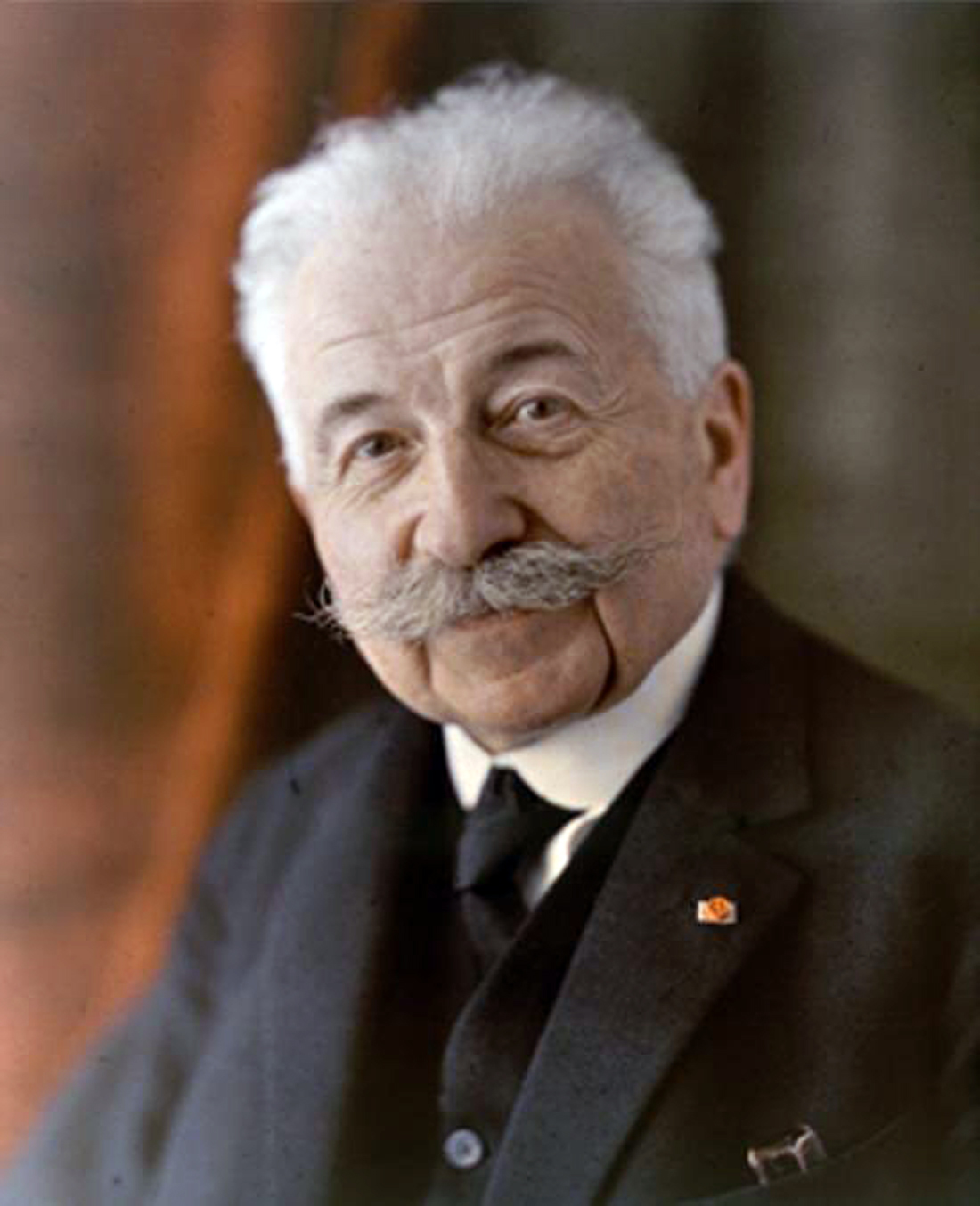
Auguste Marie Lumiére, inventator francez

- 1955: Oskar Lindberg, compozitor suedez (n. 1887)
- 1962: Michael Curtiz (Mihaly Kertész), regizor american de origine maghiară (n. 1888)
- 1966: Evelyn Waugh, scriitor britanic (n. 1903)
- 1982: Victor Preda, biolog român, membru al Academiei Române (n. 1912)
- 1992: Peter D. Mitchell, chimist britanic, laureat Nobel (n. 1920)
- 2002: Cristian Panait, procuror român (suicid) (n. 1973)
- 2010: Lech Kaczyński, președintele Poloniei (n. 1949)
- 2012: Barbara Buchholz, muziciană germană (n. 1959)
- 2013: Robert G. Edwards, fiziolog britanic, laureat Nobel (n. 1925)
- 2020: Olga Bucătaru, actriță română de film, radio, televiziune, scenă și voce (n. 1942)
- 2024: O. J. Simpson, fotbalist, actor american (n. 1947)

## Sărbători
- În calendarul creștin-ortodox: Sf. Mc. Terentie, Pompie, African, Maxim și Macarie; Sf. mc. Dima